# Gouvernement Janša III
République de Slovénie
Šarec Golob
Le gouvernement Janša III (en slovène : 14. vlada Republike Slovenije) est le gouvernement de la république de Slovénie depuis le 13 mars 2020, durant la 8e législature de l'Assemblée nationale.
Il est dirigé par le conservateur Janez Janša, arrivé en tête des élections de 2018 mais initialement maintenu dans l'opposition. Composé d'une coalition de quatre partis de droite et de centre droit, il succède au gouvernement minoritaire de coalition de centre gauche de Marjan Šarec.

## Historique
Dirigé par l'ancien président du gouvernement conservateur Janez Janša, ce gouvernement est constitué et soutenu par une coalition de droite et centre droit entre le Parti démocratique slovène (SDS), le Parti du centre moderne (SMC), Nouvelle Slovénie (NSi) et le Parti démocrate des retraités slovènes (DeSUS). Ensemble, ils disposent de 48 députés sur 90, soit 53,3 % des sièges de l'Assemblée nationale.
Il est formé à la suite de la démission de Marjan Šarec, au pouvoir depuis septembre 2018.
Il succède donc au gouvernement Šarec, constitué d'une coalition minoritaire de centre gauche entre la Liste de Marjan Šarec (LMŠ), les Sociaux-démocrates (SD), le SMC, le Parti d'Alenka Bratušek (SAB) et le DeSUS.

### Formation
Le président du gouvernement Marjan Šarec annonce sa démission le 27 janvier 2020, après avoir échoué à dégager une majorité pour réformer le système de santé slovène, et se dit favorable à de nouvelles élections législatives. 
Le 25 février suivant, le SDS, le SMC, NSi et le DeSUS annoncent avoir conclu un accord de partenariat pour former une nouvelle coalition gouvernementale. Le lendemain, le président de la République Borut Pahor propose Janez Janša pour diriger le nouveau gouvernement. Il reçoit le 3 mars la confiance de l'Assemblée nationale par 52 voix favorables, 31 défavorables et six abstentions lors d'un vote à bulletins secrets. Le 5 mars, le député du SMC Igor Zorčič (sl) est élu président de l'Assemblée en remplacement de Dejan Židan, issu des Sociaux-démocrates, par 48 voix favorables.
La liste des ministres est dévoilée le 7 mars, et l'exécutif entre en fonction six jours plus tard, le 13 mars 2020.

### Évolution
Après que la presse a révélé plusieurs irrégularités dans l'acquisition d'équipements médicaux et de protection pour faire face à la pandémie de Covid-19, le ministre de l'Économie Zdravko Počivalšek est placé quelques heures en garde à vue le 30 juin 2020. Le ministre de l'Intérieur Aleš Hojs annonce aussitôt sa démission, imité par le directeur général de la Police. Il justifie son geste par le fait d'avoir été prévenu de l'existence d'une information judiciaire seulement quelques heures avant l'arrestation de son collègue par les forces spéciales, considérant qu'il s'agit d'une « action politiquement motivée » et qu'il doit donc en assumer « la responsabilité politique ». Hojs reste finalement en fonction, puisque sa démission n'est pas officiellement notifiée sous dix jours à la présidence de l'Assemblée nationale.
La ministre de l'Agriculture Aleksandra Pivec annonce qu'elle démissionne du gouvernement le 5 octobre — un mois après avoir quitté la présidence du Parti des retraités — alors que les députés s'apprêtaient à voter une motion de censure à son encontre, l'opposition l'accusant de négliger sa tâche tandis qu'elle se dit victime d'une campagne de diffamation. Le secrétaire d'État de son ministère Jože Podgoršek prend sa succession dix jours plus tard, sans disposer du titre de vice-président du gouvernement, après avoir été investi par l'Assemblée nationale avec 48 voix favorables.
À peine deux mois plus tard, le conseil national du DeSUS décide le 17 décembre de retirer le parti de la coalition gouvernementale sur proposition du comité exécutif, et propose même que Janez Janša soit remplacé par le nouveau président de la formation, Karl Erjavec ; le parti ne prévoit cependant pas la démission de ses deux ministres, laissant ce choix au président du gouvernement. Karl Erjavec souligne même qu'il ne souhaite pas que le ministre de la Santé se retire puisqu'il laisserait le chef de l'exécutif dans une période d'incertitude en pleine pandémie de Covid-19. Tomaž Gantar remet pourtant bel et bien sa démission dès le lendemain, souhaitant dénoncer ce qu'il qualifie d'« orbanisation » de la Slovénie après que Janez Janša a supprimé le financement de l'agence de presse STA.

## Composition
| Poste                                                                                     | Titulaire | Titulaire                                                                      | Parti |
| ----------------------------------------------------------------------------------------- | --------- | ------------------------------------------------------------------------------ | ----- |
| Président du gouvernement                                                                 |           | Janez Janša                                                                    | SDS   |
| Vice-président du gouvernement Ministre du Développement économique et de la Technologie  |           | Zdravko Počivalšek                                                             | SMC   |
| Vice-président du gouvernement Ministre de la Défense                                     |           | Matej Tonin                                                                    | NSi   |
| Vice-présidente du gouvernement                                                           |           | Aleksandra Pivec (jusqu'au 15/10/2020)                                         | DeSUS |
| Ministre des Affaires étrangères                                                          |           | Anže Logar                                                                     | SDS   |
| Ministre de l'Intérieur                                                                   |           | Aleš Hojs                                                                      | SDS   |
| Ministre des Finances                                                                     |           | Andrej Šircelj                                                                 | SDS   |
| Ministre de la Justice                                                                    |           | Lilijana Kozlovič (jusqu'au 27/05/2021) Marjan Dikaučič (depuis le 15/06/2021) | SMC   |
| Ministre de l'Administration publique                                                     |           | Boštjan Koritnik                                                               | SMC   |
| Ministre du Travail, de la Famille, des Affaires sociales et de l'Égalité des chances     |           | Janez Cigler Kralj                                                             | NSi   |
| Ministre de la Santé                                                                      |           | Tomaž Gantar (jusqu'au 18/12/2020)                                             | DeSUS |
| Ministre de la Santé                                                                      |           | Janez Janša (intérim jusqu'au 24/02/2021) Janez Poklukar                       | SDS   |
| Ministre de l'Éducation, de la Science et des Sports                                      |           | Simona Kustec Lipicer                                                          | SMC   |
| Ministre des Infrastructures                                                              |           | Jernej Vrtovec                                                                 | NSi   |
| Ministre de la Culture                                                                    |           | Vasko Simonitti                                                                | SDS   |
| Ministre de l'Agriculture, des Forêts et de l'Alimentation                                |           | Aleksandra Pivec (jusqu'au 17/10/2020)                                         | DeSUS |
| Ministre de l'Agriculture, des Forêts et de l'Alimentation                                |           | Jože Podgoršek                                                                 | SDS   |
| Ministre de l'Environnement et de l'Aménagement du territoire                             |           | Andrej Vizjak                                                                  | SDS   |
| Ministre sans portefeuille chargé du Développement et de la Politique de cohésion de l'UE |           | Zvone Černač                                                                   | SDS   |
| Ministre sans portefeuille chargée de la Diaspora slovène                                 |           | Helena Jaklitsch                                                               | SDS   |